# Bålnäs
Bålnäs är en herrgård i Malexanders socken i Boxholms kommun.

## Historia
Bollnäs, eller såsom det numera skrivs Bålnäs, var ett säteri med 1 mantal i Malexanders socken i Ydre härad. Denna egendom har, förmodligen under 1400-talet, ägts av fru Ester Krumedik. Tillhörde under 1600-talet ryttmästaren Göran Andersson, adlad Armsköld, vilken bodde samt avled på gården. I yngre år hade denne man modigt deltagit i tyska trettioåriga kriget, der han blev lamskjuten. Egendomen tillhörde därefter kapten Peder Lindeskyld (1616–1675), som var gift med den föregående ägarens dotter Elsa Armsköld, vilken ännu 1683 som säteri innehade densamma. Gården ägdes sedan av deras dotter Elisabeth Lindeskyld, som var gift med löjtnanten Karl Stråle af Sjöared samt därefter av deras son, kapten Johan Karl Stråle af Sjöared, ehuru friherrinnan Katharina Gyllenstål förut under några år säges ha varit ägarinna. Den tillhörde omkring 1786 kvartermästaren Erik Leonhard Duse, 1818 lantmätaren J. K. Lagergren, som erhållit egendomen genom sin fru, född Wadman, därefter kyrkoherden Alin och hans fru, född Lagergren, vidare fältläkaren Henrik Edvard Theodor Goes samt därefter hans barn, av vilka löjtnanten Oskar Kugelberg år 1873 inköpte egendomen.
Säteriet grundades av Göran Armsköld. Carl Fredric Broocman beskrev 1760 Bålnäs på följande vis: "Frälsesäteri av ett hemman den har 5 till 6 tunnors utsäde, nödtorftig äng, mulbete och skog, fiske i Sommen, en mjöl kvarn till husbehov som används under höst och vår, och 2 små Torp".
Kungliga hovpredikanten Johan Axel Alin bodde på Bålnäs mellan åren 1846 och 1859.
På ägorna finns stycken öar/holmar nämligen: Hästholmen, Mörkön, Pårsholmen, Fläskholmen, Stora Blackan, Lillön, Rödingsön och Långön.

### Gården
Mangården är belägen vid Sommen, där egen ångbåtsbrygga är anlagd. Ägovidden är 566 tunnland, förutom 800 tunnland sjö.

## Namnet
Bålnäs nämns i skriftliga källmaterialet 1418 då "…twå gårdha som heta Bollanes..." nämns. Namnet skrivs fram till slutet av 1800-talet omväxlande Bollnäs, Bolenäs och Bålnäs. Namnet kan troligtvis hänföras till den stora och kuperade udden som sträcker sig ut i Sommen söder om gårdstomten och som benämns Bålskalle och Bålskalleudde.

## Ägarlängd
| Period       | Namn                        | Levnadstid | Kommentar                                              |
| ------------ | --------------------------- | ---------- | ------------------------------------------------------ |
| 1400-talet   | Ester Krumedik              |            |                                                        |
|              | Laurits Ulfsson (Blå)       |            |                                                        |
|              | Bo Tykesson Djure           |            |                                                        |
| -1562        | Nils Krumme                 | -1562      |                                                        |
|              | Estrid Krumme               | -1619      | Nils krummes dotter                                    |
|              | Bååt                        |            |                                                        |
|              | Gyllenstierna               |            |                                                        |
|              | Gyllenhorn                  |            |                                                        |
| 1638-1655    | Göran Armsköld              | –1655      | Ryttmästare                                            |
| -1675        | Peder Lindeskyld            | 1616–1675  | Kapten, gift med Göran Armskölds dotter Elsa Armsköld. |
| 1675-ca.1683 | Elsa Armsköld               | –1686      | Gift med Peder Lindeskyld                              |
| ca.1686-1724 | Carl Stråle af Sjöared      | 1649–1724  | Gift med Peder Lindeskylds dotter Elisabet Lindeskyld  |
|              | Johan Karl Stråle           | 1690–1764  | Kapten. Carl Stråles son                               |
| 1786–1797    | Erik Leonard Duse           | 1752–1828  | Föregåendes måg, kvartermästare                        |
| 1797–        | Fredrik Vadman              | 1742-1820  | Kommissionlantmätare                                   |
| ca.1826–1842 | Johan Christoffer Lagergren | 1767–1842  | Föregåendes måg, lantmätare                            |
| 1842–        | Beata Fredrika Wadman       | 1779–1866  | Föregåendes hustru                                     |
| –1869        | Henrik Edvard Teodor Goës   | -1869      | Doktor                                                 |
| 1873–1921    | Oskar Fredrik Kugelberg     | 1837–1921  | Kapten                                                 |

## Bålskalle
Bålskalle är området längst söder om Bålnäs gränsande mot sjön Sommen. Där finns Bålskalleudden och Skalleviken samt en äng som heter Bålskalleängen. Mostugan har hetat Skallstugan när den byggdes och namnet kommer troligtvis från denna plats.

## Torp och stugor

### Gökedalen
Torpet Gökedalen byggdes mellan 1691 och 1695. Den förste boende var Carl.

### Mon
Torpet Mon byggdes 1766 och brukades fram till 1933 då det lämnades öde. Den första boende var Per och hans hustru. Stugan stavades år 1766 Moen.

### Mostugan
Mostugan byggdes åren 1772 1773 och stod öde 1785. Stugan hette Skallstugan när den byggdes, men bytte namn till Mostugan år 1800.

### Sjöstugan
1776 bor Kjerstin där. Mellan 1783 och 1784 är den raserad. Den sista boende i Sjöstugan är gamla Anna.

### Sjönäs
Sjönäs byggdes 1855 och dess förste boende var Anders Peter Carlsson (1830-). Området där Sjönäs nu är beläget har hetat Skallängen och det har legat en fiskarstuga där 1728. Stugan är belägen söder om Bålnäs.

## Fornlämningar
- RAÄ 13: En gränssten.
- RAÄ 22: Gränssten som markerar gränsen mellan Bålnäs och Högbo (tidigare Södra Sand).